# Jorgos Donis
Jorgos Donis (ur. 29 października 1969 we Frankfurcie nad Menem) – grecki trener i piłkarz. Obecnie pełni funkcję trenera Maccabi Tel Awiw.

## Kariera juniorska
Jego pierwszym klubem był Pavlos Melas. Grał tam od 1986 roku do 1987. Jego następnym klubem był Panathinaikos AO, w którym grał od 1987 do 1988 roku. Następnie, od 1988 roku grał w Athinaikosie, a od 1989 roku do 1990 roku grał w Panargiakos. Po 1990 roku rozpoczął karierę seniorską.

## Kariera seniorska
Pierwszym jego seniorskim klubem był PAS Janina. Grał tam w latach od 1990 roku do 1991. Zagrał tam w 52 meczach i strzelił 7 bramek. Swoją najlepszą formę pokazał w swoim następnym klubie, Panathinaikos AO. Grał tam najdłużej, w latach 1991-1996. W tym klubie zagrał łącznie 107 meczów, strzelając 31 bramek. 5 czerwca 1996 udało mu się nawet zagrać w półfinale Ligi Mistrzów. W następnym sezonie Donis przeniósł się do Blackburn Rovers, gdzie grał przez 2 sezony. Zagrał tam 22 mecze strzelając 2 bramki. Następnym jego klubem był AEK Ateny, gdzie również grał przez 2 sezony, jednak rozegrał o 8 meczów więcej i strzelił tyle samo bramek. W 1999 roku zagrał 7 meczów w Sheffield United F.C. i strzelił tam jedną bramkę. W tym samym roku przeniósł się do Huddersfield Town F.C. i grał tam przez 1 sezon. Rozegrał tam 20 meczów i nie strzelił żadnej bramki. Swoją karierę piłkarską zakończył w 2001 roku w AEK Ateny.

## Mecze w reprezentacji
W reprezentacji grał w latach 1991-1997. Rozegrał 24 mecze (8 w eliminacjach do MŚ, 6 w kwalifikacjach do mistrzostw Europy i 10 w meczach towarzyskich) i strzelił 5 bramek (1 w eliminacjach do MŚ, 2 w kwalifikacjach do mistrzostw Europy i 2 w meczach towarzyskich).

## Kariera trenerska
Kluby które trenował to Ilisiakos F.C., AE Larisa, AEK Ateny, Atromitos Ateny, PAOK FC. Od 2013 jest trenerem APOEL FC.